# Maria Heiden
Maria Heiden (Bolnes, 6 juni 1944) is een Nederlandse schrijfster en boekhandelaar in ruste.

## Biografie
Tot 2009 was Heiden mede-eigenaar van Boekhandel v/h Van Gennep in Rotterdam. Ze startte de winkel in 1975 samen met Rob van Gennep en Jaap Jansen. De winkel was gelieerd aan Uitgeverij en Boekhandel Van Gennep in Amsterdam. V/h Van Gennep raakte gespecialiseerd in literatuur, poëzie, kinderboeken, kunst en fotografie, en werd al snel een culturele pleisterplaats met een omvangrijke en trouwe klantenkring. De signeersessies waren beroemd, de schrijvers vermaard.
Samen met collega Andrea Piersma werden spraakmakende acties bedacht voor de promotie van nieuwe boeken. De bijpassende etalages werden door Piersma ontworpen.
Aan deze periode ontleent Heiden het predicaat 'Koningin van de Binnenweg'.  In 2009 is er door regisseur Jan Louter een filmportret gemaakt als terugblik op de 35 jaar van haar leven als boekhandelaar  onder de titel 'Leest en verrijkt uw geest'.
Als schrijfster heeft Heiden zich op diverse terreinen geroerd. Ze is de auteur van onder meer verhalenbundels, losse korte verhalen en toneelteksten. Ook schreef ze een tijdlang regelmatig voor de kinderpagina van NRC Handelsblad over haar vader.
Ze presenteerde jarenlang de Floorshow in café Floor in Rotterdam, samen met acteur Fred van der Hilst en ze verzorgde boekbesprekingen voor diverse radio-omroepen, waaronder Radio Rijnmond en de VARA.